# Discografia di Minelli
La discografia di Minelli, cantante rumena, è costituita da due album in studio e oltre quaranta singoli.

## Album in studio
| Anno | Titolo e dettagli |
| ---- | --- |
| 2023 | Silver & Gold - Chapter II - Pubblicato: 3 marzo 2023 - Etichetta: Global - Formato: CD, LP, download digitale, streaming |
| 2025 | Mixed Feelings: Opening Season - Pubblicato: 28 marzo 2025 - Etichetta: Global - Formato: Download digitale, streaming    |

## Singoli

### Come artista principale
| Anno                                                                                                | Titolo                                                | Classifiche | Classifiche | Classifiche | Classifiche | Classifiche | Classifiche | Classifiche | Classifiche | Certificazioni     | Album di provenienza           |
| Anno                                                                                                | Titolo                                                | ROU         | BGR         | CZE         | HUN         | LTU         | POL         | RUS         | UKR         | Certificazioni     | Album di provenienza           |
| --------------------------------------------------------------------------------------------------- | ----------------------------------------------------- | ----------- | ----------- | ----------- | ----------- | ----------- | ----------- | ----------- | ----------- | ------------------ | ------------------------------ |
| 2017                                                                                                | Empty Spaces                                          | —           | —           | —           | —           | ×           | —           | —           | —           |                    | /                              |
| 2017                                                                                                | My Heart                                              | —           | —           | —           | —           | ×           | —           | —           | —           |                    | /                              |
| 2018                                                                                                | Haos                                                  | —           | —           | —           | —           | —           | —           | —           | —           |                    | /                              |
| 2019                                                                                                | Mariola                                               | 1           | —           | —           | —           | —           | —           | 135         | —           |                    | /                              |
| 2019                                                                                                | Addicted (con Sickotoy)                               | 2           | —           | —           | —           | —           | —           | 105         | —           |                    | /                              |
| 2019                                                                                                | Boss                                                  | —           | —           | —           | —           | —           | —           | —           | —           |                    | /                              |
| 2020                                                                                                | Loca (feat. Erik Frank)                               | —           | —           | —           | —           | —           | —           | —           | —           |                    | /                              |
| 2020                                                                                                | Separated                                             | —           | —           | —           | —           | —           | —           | —           | —           |                    | /                              |
| 2020                                                                                                | F..k That (come Bastard!)                             | —           | —           | —           | —           | —           | —           | 5           | 55          | - POL: Oro         | /                              |
| 2020                                                                                                | Discoteka (con Inna)                                  | 62          | —           | —           | —           | —           | —           | —           | —           |                    | /                              |
| 2020                                                                                                | Nostalgic Illusions                                   | —           | —           | —           | —           | —           | —           | —           | —           |                    | /                              |
| 2020                                                                                                | Have Yourself a Merry Little Christmas                | —           | —           | —           | —           | —           | —           | —           | —           |                    | /                              |
| 2021                                                                                                | Rampampam                                             | 2           | 1           | 12          | 6           | 1           | 2           | 1           | 2           | - POL: Platino (3) | /                              |
| 2021                                                                                                | You Lose (come Bastard!)                              | —           | —           | —           | —           | —           | —           | —           | —           |                    | /                              |
| 2021                                                                                                | Party (con Inna e i Romanian House Mafia)             | —           | —           | —           | —           | —           | —           | —           | —           |                    | /                              |
| 2021                                                                                                | Nothing Hurts                                         | 10          | 4           | —           | —           | —           | 10          | 3           | 72          | - POL: Oro         | /                              |
| 2022                                                                                                | Heart Instructions                                    | —           | —           | —           | —           | —           | —           | —           | —           |                    | /                              |
| 2022                                                                                                | MMM                                                   | —           | 4           | —           | —           | 62          | 1           | 11          | 3           | - POL: Oro         | /                              |
| 2022                                                                                                | Deep Sea (con R3hab)                                  | —           | —           | —           | —           | —           | —           | 4           | —           |                    | Silver & Gold - Chapter II     |
| 2022                                                                                                | Confused                                              | —           | —           | —           | —           | —           | —           | 23          | —           |                    | /                              |
| 2022                                                                                                | Get Get Down (con Crispie)                            | —           | —           | —           | —           | —           | —           | —           | —           |                    | /                              |
| 2022                                                                                                | Enchanté (con YouNotUs, Willy William e Malik Harris) | —           | —           | —           | —           | —           | —           | —           | —           |                    | /                              |
| 2022                                                                                                | Could Be Something                                    | —           | —           | —           | —           | —           | 27          | —           | —           |                    | Silver & Gold - Chapter II     |
| 2022                                                                                                | Chop Chop (con i Gran Error)                          | —           | —           | —           | —           | —           | —           | —           | —           |                    | /                              |
| 2023                                                                                                | Think About U (con Sickotoy)                          | —           | —           | —           | —           | —           | —           | 196         | —           |                    | /                              |
| 2023                                                                                                | Peligrosa                                             | —           | —           | —           | —           | —           | —           | —           | —           |                    | /                              |
| 2023                                                                                                | Fantasy (con Ely Oaks)                                | —           | —           | —           | —           | —           | —           | —           | —           |                    | /                              |
| 2023                                                                                                | Shurakato                                             | —           | —           | —           | —           | —           | —           | —           | —           |                    | /                              |
| 2023                                                                                                | All I Need                                            | —           | —           | —           | —           | —           | —           | —           | —           |                    | /                              |
| 2023                                                                                                | No Tears                                              | —           | —           | —           | —           | —           | —           | —           | —           |                    | /                              |
| 2023                                                                                                | PicPocPac                                             | —           | —           | —           | —           | —           | —           | —           | —           |                    | /                              |
| 2024                                                                                                | Bug a Boo                                             | —           | —           | —           | —           | —           | —           | —           | —           |                    | Mixed Feelings: Opening Season |
| 2024                                                                                                | Let's Dance (Volare) (con Molella e Gamuel Sori)      | —           | —           | —           | —           | —           | —           | 84          | —           |                    | /                              |
| 2024                                                                                                | RiTiTi (con Guaynaa)                                  | —           | —           | —           | —           | —           | —           | —           | —           |                    | Mixed Feelings: Opening Season |
| 2024                                                                                                | Fine Wine in Italy                                    | —           | —           | —           | —           | —           | —           | —           | —           |                    | /                              |
| 2025                                                                                                | Disturbia (con gli R. City)                           | —           | —           | —           | —           | —           | —           | 33          | —           |                    | Mixed Feelings: Opening Season |
| 2025                                                                                                | I Did (con Sickotoy)                                  | —           | —           | —           | —           | —           | —           | —           | —           |                    | /                              |
| 2025                                                                                                | Miss You More                                         | —           | —           | —           | —           | —           | —           | —           | —           |                    | /                              |
| "—" indica una pubblicazione non classificata in quel paese. "×" indica una classifica inesistente. |                                                       |             |             |             |             |             |             |             |             |                    |                                |

### Come artista ospite
| Anno                                                         | Titolo                                                                | Classifiche | Classifiche | Classifiche | Album di provenienza |
| Anno                                                         | Titolo                                                                | ROU         | FRA         | GER         | Album di provenienza |
| ------------------------------------------------------------ | --------------------------------------------------------------------- | ----------- | ----------- | ----------- | -------------------- |
| 2013                                                         | Portilla de bobo (LOL Deejays vs. Minelli and FYI)                    | —           | 52          | —           | /                    |
| 2015                                                         | Soare din nori (Bitza feat. Minelli)                                  | —           | —           | —           | /                    |
| 2015                                                         | Hump (Arnold Palmer feat. Minelli)                                    | —           | —           | —           | /                    |
| 2016                                                         | Murder the Dancefloor (Emrah Is feat. Follow Your Instinct & Minelli) | —           | —           | —           | /                    |
| 2016                                                         | My Mind (Vanotek feat. Minelli)                                       | —           | —           | —           | /                    |
| 2016                                                         | In dormitor (Vanotek feat. Minelli)                                   | 58          | —           | —           | /                    |
| 2016                                                         | Love on Repeat (Dave Ramone feat. Minelli)                            | —           | —           | 87          | /                    |
| 2017                                                         | Summer Love (Dave Ramone feat. Minelli)                               | —           | —           | —           | /                    |
| 2017                                                         | No Sleep (Vanotek feat. Minelli)                                      | —           | —           | —           | /                    |
| 2019                                                         | Paradise (PAX Paradise Auxiliary feat. Minelli)                       | 63          | —           | —           | /                    |
| 2020                                                         | Done (Pascal Junior feat. Minelli)                                    | —           | —           | —           | /                    |
| "—" indica una pubblicazione non classificata in quel paese. |                                                                       |             |             |             |                      |

## Altri brani entrati in classifica
| Anno | Titolo   | Classifiche | Album di provenienza |
| Anno | Titolo   | LTU         | Album di provenienza |
| ---- | -------- | ----------- | -------------------- |
| 2020 | Illusion | 84          | Nostalgic Illusions  |